# Comuna Andriivka, Horodnea
Andriivka (în ucraineană Андріївка) este o comună în raionul Horodnea, regiunea Cernihiv, Ucraina, formată din satele Andriivka (reședința), Avtunîci și Starosillea.

## Demografie
Componența lingvistică a comunei Andriivka
     Ucraineană (96,61%)
     Rusă (3,15%)
     Alte limbi (0,24%)
Conform recensământului din 2001, majoritatea populației comunei Andriivka era vorbitoare de ucraineană (96,61%), existând în minoritate și vorbitori de rusă (3,15%).